# История Скандинавии

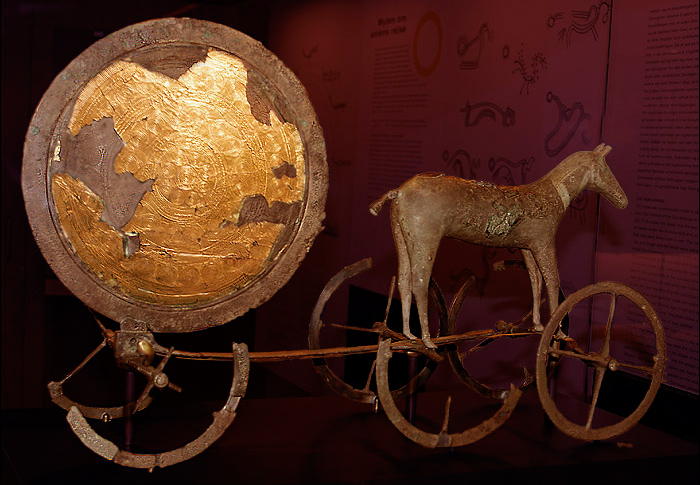
Солнечная повозка (Solvognen) — миниатюрное скульптурное изображение эпохи бронзового века (XVIII—XVII вв. до н. э.): повозка с позолоченным солнечным диском (скандинавской богиней солнца Соль)

История Скандинавии — комплекс общественных наук, изучающий прошлое человеческого общества на территории Скандинавии.
В узком понимании под историей Скандинавии понимают историю региона Северной Европы, который включает Данию, Норвегию и Швецию. Иногда к этим странам добавляют Финляндию и Исландию, что объясняется не только географическим положением стран, но и тем, что история Финляндии в значительной степени связана с историей Швеции, а история Исландии — с историей Норвегии и Дании. В наиболее широком понимании к регионам, историю которых рассматривают в рамках истории Скандинавии, относят также Гренландию, Шотландию и страны Прибалтики.
Наряду с названием «история Скандинавии» в том же смысле иногда используется название «история Северной Европы».

## Доисторический период
Первым автором, описавшим посещение Скандинавии, был греческий путешественник Пифей из Массалии,  совершивший плавание по северным морям около 320 г. до н. э.  Путевые записки Пифея под названием «Об океанах» не сохранились и известно лишь по цитатам, приведенным у более поздних греческих и латинских авторов.  
Находки, сделанные в 1996 году в Волчьей пещере, находящейся в Западной Финляндии в провинции Похьянмаа на территории муниципалитета Карийоки, многими исследователями были интерпретированы как материальные свидетельства пребывания здесь неандертальцев. Минимальный возраст находок был оценён в 40 тысяч лет. Артефакты Волчьей пещеры являются уникальными: до их открытия наиболее древние свидетельства пребывания человека в Северной Европе относились примерно к 8500 году до нашей эры — этим периодом датируются наиболее древние обнаруженные остатки поселений в Дании, Норвегии, Прибалтике, Финляндии и Швеции.
В течение Вислинского оледенения (в конце последней ледниковой эпохи) весь Скандинавский полуостров находился подо льдом. Первые земли полуострова стали освобождаться ото льда примерно 12 тысяч лет назад (на территории современных Дании и Южной Швеции), после чего племена охотников, обитавших в те времена около границы льдов, стали постепенно мигрировать на север вместе со стадами северных оленей.
Имеется достаточно большое число археологических находок на территории Скандинавии, датировка которых начинается с периода неолита (25-й век до нашей эры).
Предметы из захоронений показывают, что существовали активные торговые связи проживавших в Скандинавии племён с кельтской и римской цивилизациями.

## Эпоха викингов

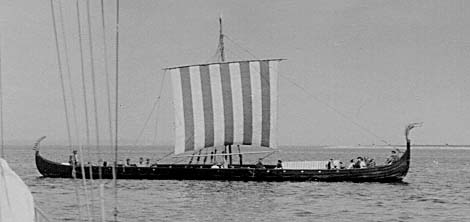
Корабль викингов (реконструкция)

Викинги — скандинавские воины и торговцы — начиная с восьмого века стали весьма значительной силой. На своих достаточно быстроходных судах они совершали плавания вокруг Европы, на Ближний Восток и в Северную Африку, а также в Исландию, Гренландию и Северную Америку (остров Ньюфаундленд). Они занимались торговлей, но чаще грабежами местного населения. Также они основывали колонии в новых землях.

### Начало эпохи викингов
Эпоху Викингов принято отсчитывать с 793 года, когда викинги разграбили крупный монастырь святого Кутберта на британском острове Линдисфарн. Есть, однако, свидетельства и более ранних нападений викингов на британские поселения: в 789 году, к примеру, викинги напали на город Портсмут.

### Конец эпохи викингов
Эпоха викингов условно завершается в 1066 году с нормандским завоеванием Англии.
На конец Эпохи Викингов приходится начало политического объединения скандинавских народов. 
Приблизительно в середине X века в Норвегии конунг Харальд I Прекрасноволосый объединил южные области своей страны (достоверно границы его власти неизвестны), а в Дании всех князей подчинили себе, хотя и чисто внешне, сначала Кнуд I Хардекнуд, а потом его сын Горм Старый.
Сын Горма Старого Харальд Синезубый в середине 970-х годов воспользовался недовольством норвежцев властью их конунга Харальда II Серой Шкуры и распространил власть датчан на Норвегию, правда, ненадолго – с его смертью в 986 году власть датчан над норвежцами прекратилась.
Шведский конунг Эрик VI Победоносный в конце своей жизни в первой половине 990-х годов одержал верх над датским королём Свеном I Вилобородым, но сын Эрика Олаф не сумел удержать завоеваний отца. Свен Вилобородый не только освободился от власти шведов, но в 1000 году вернул датчанам власть над норвежцами, правда тоже ненадолго – только до своей смерти в 1014 году. При Олафе II Святом уже норвежцы (в союзе со шведами) предприняли попытку завоевания Дании. Провал этой попытки вернул Норвегию под власть датчан, и на непродолжительное время дал их королю Кнуду Великому власть над Швецией.
Сын Олафа Святого Магнус I Благородный получил корону Дании после смерти бездетного Хардекнуда согласно существовавшему между ними договору, что если кто-нибудь из них умрет без наследника, то второй унаследует его трон, что было оспорено двоюродным братом Хардекнуда Свеном Эстридсеном. Магнус назначил Свена своим наместником в Дании, но в 1043 году Свен отложился от норвежского короля, за что был изгнан Магнусом из Дании. Вернуться в Данию Свен смог лишь после смерти Магнуса в 1047 году. Преемник Магнуса на норвежском троне Харальд III Суровый около двадцати лет вёл войну со Свеном, но так и не добился победы. С её прекращением на тридцать лет установился мир между тремя скандинавскими королевствами.
Также на конец эпохи викингов приходится и начало широкой христианизации скандинавских народов.

## Христианизации Скандинавии
Первая попытка христианизации скандинавских народов была предпринята в 830-х годах «Апостолом севера» епископом Гамбурга и Бремена Ансгаром.
В 965 году при Харальде Синезубом Дания первой из скандинавских стран официально приняла христианство. Именно с принятием христианства в Дании связаны и первые исторические записи, сделанные на территории Скандинавии (они относятся к 829 году).
Окончательно христианство в Дании победило в начале 1080-х годов при Кнуде IV Святом. В 1103 году при Эрике I Добром было учреждено первое в Скандинавии архиепископство, и датская церковь стала самостоятельной.
Первую неудачную попытку крестить норвежцев предпринял Хакон I Добрый (умер в 961 году). Аналогичная попытка датского короля Харальда Синезубого, правившего в Норвегии в 976—986 годах, привела лишь к тому, что он утратил власть над Норвегией. Первый успех христианизации Норвегии пришелся на годы правления Олафа I Трюггвасона (995—1000). Еще более решительно вёл христианизацию в своей стране Олаф II Святой. Окончательно христианство в Норвегии установил Сигурд I Крестоносец, устроивший епископство и учредивший церковную десятину.
В Швеции первым крестившимся конунгом, возможно, был Эрик VI Победоносный. Сын Эрика VI Олаф был уже по-настоящему коронован как король Швеции. Однако он не добился успеха в крещении своего народа, но его дело жесткими мерами продолжил его сын Якоб. Христианизация шведов шла с большим трудом. Несмотря даже на то, что языческий «Двор богов» в Упсале был уничтожен еще при Инге I Старшем в конце XI века, окончательно христианство в Швеции победило лишь в середине XIII века. Швеция, таким образом, оказалась последней страной, принявшей христианство, не только в Скандинавии, но и среди всех католических стран Западной Европы.
См. также: Христианизации Скандинавии

## Скандинавия в XI—XVIII веках
После тридцатилетнего затишья норвежский король Магнус III Голоногий возобновил войну с Данией, а заодно и со Швецией.
В 1099 году  три скандинавских правителя: Магнус III Голоногий, король Швеции Инге I Старший и король Дании Эрик I Добрый заключили мир и договорились о незыблемости границ между королевствами.

## Скандинавия в XIX—XXI веках

### Скандинавизм

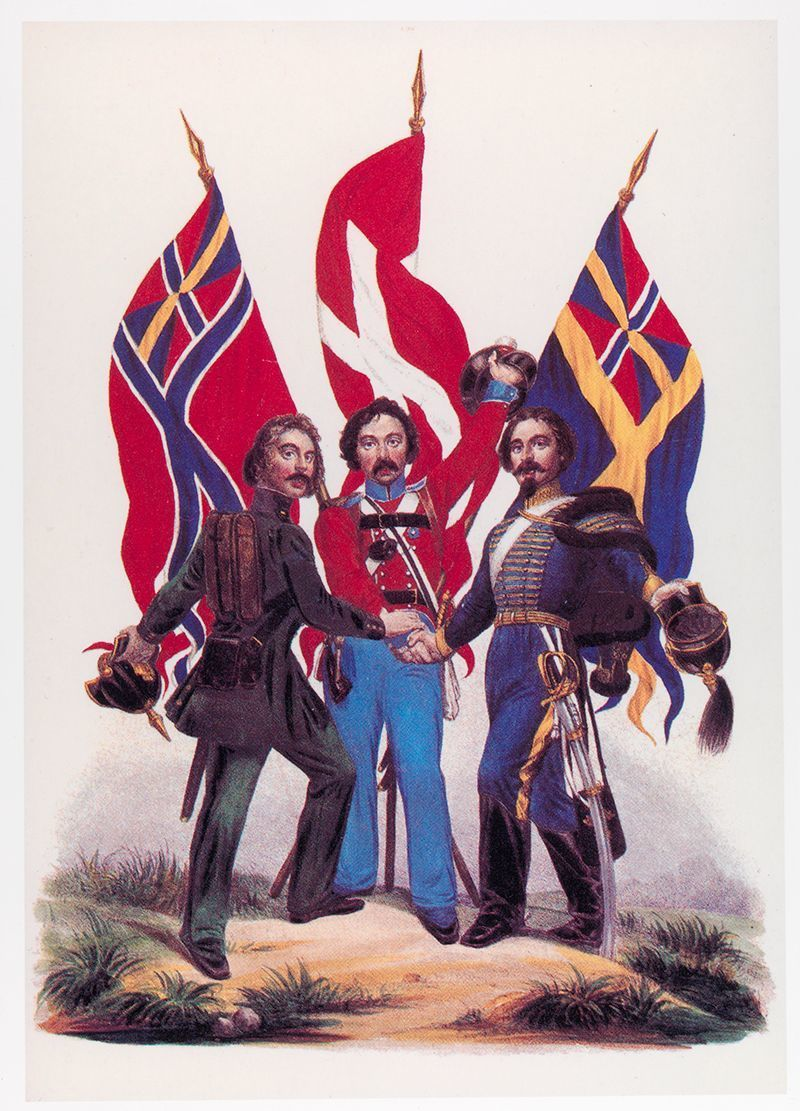
Эмблема скандинавизма. Политический плакат середины XIX века. Слева — флаг Норвегии, в центре — флаг Дании, справа — флаг Швеции

В XIX веке в скандинавских странах возникли политические и общественные силы, ориентированные на политическое, экономическое и культурное сближение всех скандинавских стран. Эти интеграционные идеи получили обобщённое наименование «скандинавизм».
Активное воплощение в жизнь идеи скандинавизма получили в 1950-е годы: в 1952 году Дания, Исландия, Норвегия, Финляндия и Швеция учредили Северный совет, а в 1954 году — Северный паспортный союз.